# ベイ・シティ・ローラーズ
ベイ・シティ・ローラーズ（英語: Bay City Rollers）は、イギリス・スコットランドのエディンバラ出身のポップ・ロック・バンド。1970年代半ばから若い女性を中心に人気になったアイドル・グループである。

## 来歴
前身は1965年に結成された「サクソンズ（The Saxons）」というグループ。アラン（ベース）とデレク（ドラムス）のロングミュアー兄弟と4人の友人により結成され地元のパブ等で演奏するようになる。初期のメンバーにはパイロットのデヴィッド・ペイトン、ビル・ライオールが在籍していた。
タム・ペイトンがマネージャーになり、ロングミュアー兄弟は1968年にグループ名を「ベイ・シティ・ローラーズ」に改称。1971年夏にシングル「朝まで踊ろう（Keep on Dancing）」でデビューした。当時のリードボーカルはノビー・クラークであった。この曲は全英9位になるヒットとなった。メンバーによるとバンド名にある「ベイ・シティ」とは、アメリカ合衆国の地図を開いてダーツを投げたところ、ダーツが刺さった箇所が、ミシガン州の「Bay City（ベイシティ）」を指しており、これをグループ名としたという。この逸話は日本で放映されたテレビ番組でも取り上げられたことがある。
マネージャーのペイトンは、幾度かのメンバーチェンジを行い、1974年にレスリー・マッコーエン（リード・ボーカル）、エリック・フォークナー（リード・ギター）、スチュアート・ウッディ・ウッド（サイド・ギター後にベース）、アラン・ロングミュアー（ベース）、デレク・ロングミュアー（ドラム）による5人編成になってから、「バイ・バイ・ベイビー」(1975年)、「サタデー・ナイト」(1976年)などのヒット曲を生み出し、本国イギリスを皮切りに、その後アメリカや日本など、世界中で人気を博し、ローラーマニア (Rollermania) と呼ばれる熱狂的なファンを生み出した。日本でも度々公演が行われ「二人だけのデート」もヒットするなど大人気の中、年長者であるアラン・ロングミュアーが脱退した。その後、イアン・ミッチェル（ギター）が新たに参加するが、同じ年にミッチェルは脱退し、パット・マッグリン（ギター）が参加した。しかし、パット・マッグリンも短い期間で脱退してしまい、メンバーチェンジが激しかった。日本では1977年頃まで、イアン・ミッチェルのバンド、ロゼッタ・ストーンの曲が洋楽チャート番組に採り上げられるなど、ベイ・シティ・ローラーズの人気が持続した。しかし、1978年頃からはその人気にも翳りが見えてくる。
1978年秋の3度目の来日公演を最後に、レスリーが脱退。新たにラビットから、ダンカン・フォール（リード・ボーカル、ギター）が加入し、グループ名を「ザ・ローラーズ」に改称して活動を続けたが、1981年に解散した。
しかし、早くも1982年にはレスリーも参加して日本公演を行い、大盛況を得ている。これに気を良くしてか、翌年の夏、わずか半年しか在籍していなかったイアン・ミッチェルとパット・マグリンも加えて東京で公演（パットいわく「やっぱり変な気がしたよ」。彼は前年にイギリス東芝の邦楽系レーベルから3度目のデビューをしていた）。同年12月には、イアンの元あったバンドにパットを加えて、横浜で公演（EPとLPも発売されたが、この1枚限りとなった）。1985年にはLP『ブレイクアウト』を発表（日本とオーストラリアのみの発売）。
その後、ボーカルのレスリーがリード・ギターのエリックとグループ名を巡って争ったことがあった。
1990年代になると、『あの人は今!?』にも出演するなど、繰り返し再結成が行われていたようである。
レスリーがLes McKeown's Legendary Bay City Rollers、イアンがIan Mitchell's Bay City Rollersという名称でツアーグループとして活動していた時期がある。
イアンは、2004年録音のライブCD『Live in Los Angeles』をリリースしている。
2007年3月20日、LAのロイターが伝えたところによると、未支払いとなっている印税数百万ドルをめぐって、メンバーは当時在籍していた米国のレコード会社を訴えた。ニューヨーク地裁に提出された訴状などによると、同グループは世界中で少なくとも7000万枚のアルバムセールスがあったにもかかわらず、アリスタ・レコード社が過去25年余りの間に支払った印税は25万4000ドル（約3000万円）だったという。ソニーBMG傘下のアリスタ・レコードの広報は、この件についてノーコメントの立場をとっている。
オーストラリアで2007年8月から9月にかけて、Countdown Spectacular 2コンサートが開催された。このコンサートは、1970年代から1980年代に現地で放映されていた、『Countdown』と呼ばれるテレビ音楽番組のリバイバル・コンサートで、レスリーが元ベイ・シティ・ローラーズとして出演している。同コンサートでは「二人だけのデート」「恋をちょっぴり」「バイ・バイ・ベイビー」を歌った。
2016年2月20-22日、レスリーとアランが来日し「Bay City Rollers JAPAN Tour」 が行われた。
20-21日の東京公演は「Mt Rainier Hall」（2日間4公演）、 22日の大阪公演は「Billboard Osaka」（2公演）。
2018年2月にはレスリーが「Bay City Rollers starring Leslie McKeown」名義、6月にはウッディが「Bay City Rollers featuring Woody」名義で来日。
2018年7月2日、アランがスコットランドの病院で死去。なお3週間前に妻と一緒にメキシコに旅行に行っていたが体調を崩し帰国していた。
2019年と2020年2月、レスリーが来日公演を行う。
2020年9月1日、イアンが死去。
2021年4月20日、レスリーが死去。

## メンバー
主要なメンバーは以下のとおり。
- ノビー・クラーク (Nobby Clark、1950年9月10日 - ) - リード・ボーカル（1965–1973年）
- レスリー・マッコーエン (Les McKeown、1955年11月12日 - 2021年04月20日[17]) - リード・ボーカル (1973–1978, 1982–1987, 1996, 1999–2000, 2015–2016年)
- エリック・フォークナー (Eric Faulkner、1953年10月21日 - ) - リード・ギター  (1972–1987, 1990, 1996, 1999–2000年)
- スチュアート・ウッディ・ウッド (Stuart John Wood、1957年2月25日 - ) - サイド・ギター、ベース (1974–1987, 1990, 1996, 1999–2000, 2015–2016, 2018年–)
- アラン・ロングミュアー (Alan Longmuir、1948年6月20日 - 2018年7月2日[18]) - ベース (1964–1976, 1978–1983, 1990, 1996, 1999–2000, 2015–2016年)
- デレク・ロングミュアー (Derek Longmuir、1951年3月19日 - ) - ドラム (1964–1983, 1996年)
- イアン・ミッチェル (Ian MItchell、1958年8月22日 - 2020年9月1日[19]) - ギター (1976, 1982–1987年)
- パット・マッグリン (Pat McGlynn、1958年3月31日 - ) - ギター (1976–1977, 1982–1987年)[20]
- ダンカン・フォール (Duncan Faure、1956年12月16日 - ) - リード・ボーカル、ギター (1978–1982年)

## ディスコグラフィ

### スタジオ・アルバム
- 『エジンバラの騎士』 - Rollin' (1974年)
- 『噂のベイ・シティ・ローラーズ』 - Once Upon A Star (1975年)
- 『青春のアイドル』 - Wouldn't You Like It? (1975年)
- 『青春に捧げるメロディー』 - Dedication (1976年)
- 『恋のゲーム』 - It's a Game (1977年)[注 1]
- 『風のストレンジャー』 - Strangers in the Wind (1978年)
- 『エレベーター』 - Elevator (1979年)
- 『ザ・ヒーロー』 - Voxx (1980年)
- 『リコシェ』 - Ricochet (1981年)
- 『ブレイクアウト』 - Breakout '85 (1985年)
- A Christmas Shang-A-Lang (2015年) ※Bay City Rollers Reunion名義

### ライブ・アルバム
- 『ライヴ・イン・ジャパン』 - Live in Japan (1983年)
- 『武道館ライヴ 1977』 - Rollerworld : Live at the Budokan 1977 (2001年)

### おもなコンピレーション・アルバム
北米向け
- 『ベイ・シティ・ローラーズ』 - Bay City Rollers (1975年)
- 『ロックン・ロール・ラブレター』 - Rock N'Roll Love Letter (1976年)
- 『Greatest Hits (1977)』 - Greatest Hits (1977年)
- The Definitive Collection (2000年)

日本向け
- 『ベスト・オブ・ベイ・シティ・ローラーズ』（1975年） - 米盤『ベイ・シティ・ローラーズ』に「明日に恋しよう」を追加収録。
- 『青春の記念碑』（1975年） - 初期のシングル・コレクション。東芝EMIからの再発時にはノビー・クラーク在籍時の音源も追加収録。
- 『ニュー・ベスト』 (1976年)
- 『B.C.R.グレイテスト・ヒッツ / ハートで歌おう』（1977年） - 米盤『Greatest Hits (1977)』から「アイム・ア・フール」をカットし「恋のゲーム」「ロックン・ローラー」「ハートで歌おう」を追加収録。
- 『ベスト・オブ・ベイ・シティ・ローラーズ』 (2002年) ※北米向け『The Definitive Collection』と同内容

## 代表的な楽曲
日本では独自の訳詞やタイトルを付けてカバーされている事も多い。
- 「バイ・バイ・ベイビー」 - "Bye Bye Baby"
フォー・シーズンズのカバー。
- 「サタデー・ナイト」 - "Saturday Night"
作曲フィル・クールター、作詞ウィリアム・マーティン。
1989年に三菱・ミニカ（6代目）のCMソングに起用された。
- 「二人だけのデート」 - "I only want to be with you"
ダスティ・スプリングフィールドのカバー。
TBS系「はなまるマーケット」のオープニングトークテーマ曲として番組開始〜2004年3月、2014年1月〜最終回まで用いられた。なお、2004年4月〜2013年12月はTommy february6のカバーしたものが使用されていた。
- 「ロックン・ロール・ラブレター」 - "Rock and Roll Love Letter"
ティム・ムーアのカバー。
- 「イエスタデイズ・ヒーロー」 - "Yesterday's Hero"
ジョン・ポール・ヤングのカバー。

## 日本公演
- 1976年

12月13日 愛知県体育館、14日・15日 日本武道館、16日 静岡駿府会館、17日 福岡市九電記念体育館、18日 フェスティバルホール、20日 日本武道館、21日 大阪府立体育会館
- 1977年

9月17日・18日 大阪ラサ国際スケートリンク、19日 広島県立総合体育館、20日・21日 日本武道館、22日 水戸市民体育館、23日 真駒内屋内競技場、25日 金沢実践倫理記念会館、26日 愛知県体育館、27日 高知県民体育館、29日 福岡市九電記念体育館、30日 沖縄市営体育館、10月2日 岡山県体育館、3日 新潟市体育館、4日・5日 日本武道館、6日 福島棚倉町総合体育館、7日 米沢市体育館

## テレビ
- 『独占!ベイ・シティ・ローラーズ特集』（1977年10月14日、フジテレビ）